# ベン・アール
ベン・アール（Ben Earl、1998年1月7日 - ）は、プレミアシップサラセンズに所属するラグビーユニオン選手。

## プロフィール
- イングランド・レッドヒル出身[1]。
- ポジションはフランカー(FL)、ナンバーエイト(No8)。
- 身長 183cm、体重 107kg
- U20イングランド代表に選ばれたことがある[2]。
- イングランド代表キャップは25（2024年2月現在）でラグビーワールドカップ2023のイングランド代表に選ばれた[3]。

## 略歴
2019年、サラセンズに加入。 